# Sony Ericsson W960

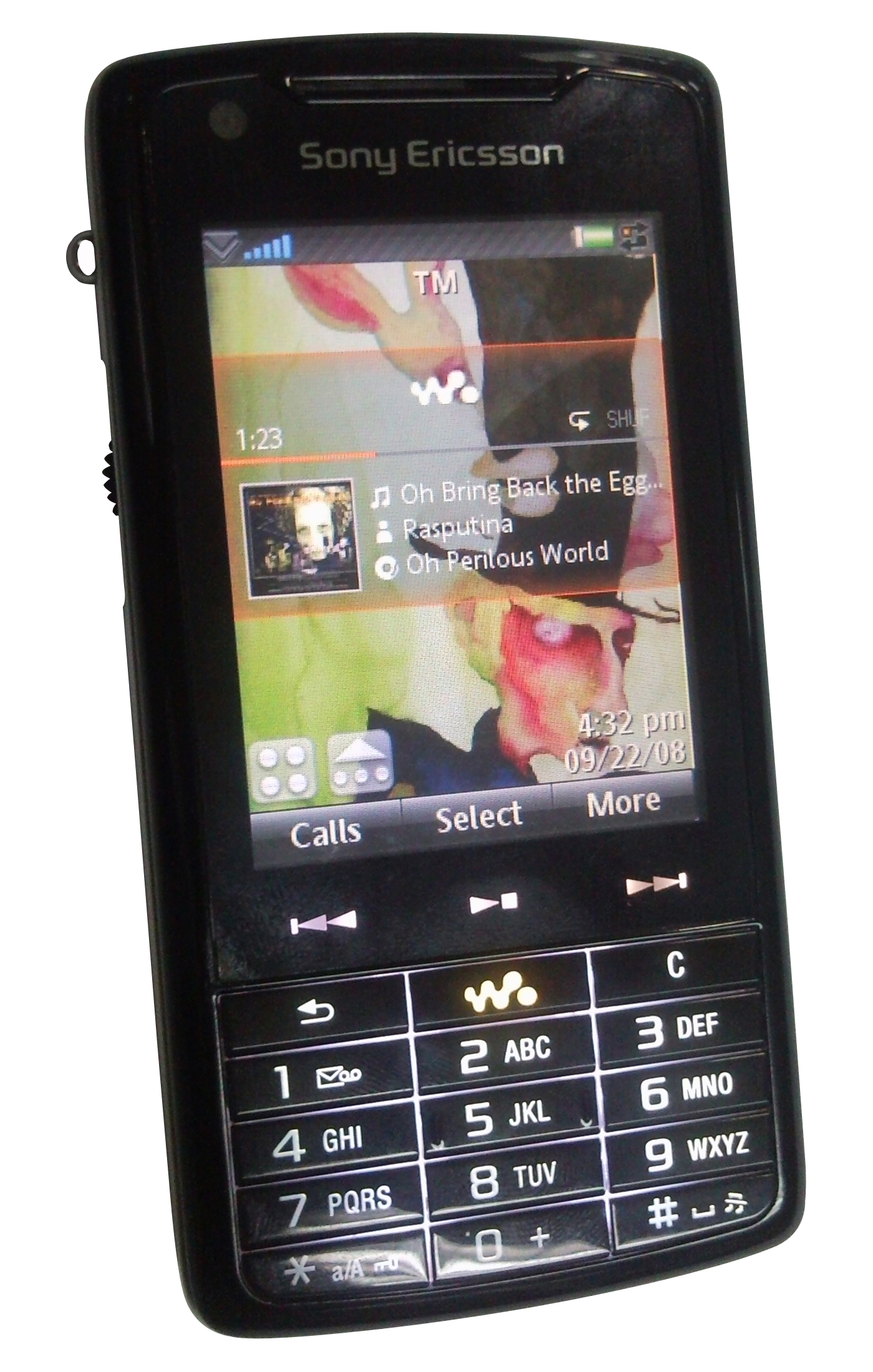
Sony Ericsson W960.

Sony Ericsson W960 är en mobiltelefon från Sony Ericsson. Den liknar Sony Ericsson P1i men har 8 GB minne, WLAN-applikationer och 3,2 mp kamera med fotolampa istället för blixt.